# فرانسه در المپیک تابستانی ۲۰۱۶
فرانسه از ۵ تا ۲۱ اوت ۲۰۱۶ در بازی‌های المپیک تابستانی ۲۰۱۶ در ریو دو ژانیرو در برزیل به رقابت پرداختند. فرانسه با ۱۰ طلا، ۱۸ نقره و ۱۴ برنز در جایگاه هفتم دنیا قرار گرفت.